# 나우 유나이티드

## 역사
나우 유나이티드(Now United)는 2017년 미국 로스앤젤레스에서 스파이스 걸스의 매니저로 유명한 사이먼 풀러가 결성한 글로벌 팝 그룹이다. 원래는 14개국의 14명의 멤버들로 구성되었지만, 2023년 나우 유나이티드는 4개국이 늘어나 18개국의 19명의 멤버로 구성되어 있다. 지금은 세대교체가 일어나 기존멤버 10명이 탈퇴하고, 3명은 탈퇴와 관련된 언급없이 활동을 하지 않고 있다. 나우 유나이티드 멤버들은 자신의 나라를 대표하며 활동하고 있다.

## 구성원
| 구성원                        | 대표 국가      | 생년월일               | 출신 지역           | 번호 | 그룹 데뷔        |
| ----------------------------- | -------------- | ---------------------- | ------------------- | ---- | ---------------- |
| 라마르 모리스 Lamar Morris    | 영국           | 1999년 12월 1일(25세)  | 영국 런던           | 02   | 초대 구성원      |
| 사바나 클라크 Savannah Clarke | 오스트레일리아 | 2003년 7월 14일(21세)  | 호주 시드니         | 15   | 2020년 2월 28일  |
| 누르 아르다카니 Nour Ardakani | 레바논         | 2001년 11월 30일(23세) | 레바논 베이루트     | 16   | 2020년 9월 21일  |
| 멜라니 톰스 Mélanie Thoms     | 코트디부아르   | 2003년 10월 23일(21세) | 코트디부아르 아비장 | 17   | 2020년 11월 30일 |
| 제인 카터 Zane Carter1        | 미국           | 2003년 3월 28일(22세)  | 미국 켄터키         | 07   | 2022년 10월 18일 |
| 데시레 실바 Desirée Silva2    | 브라질         | 2005년 5월 11일(19세)  | 브라질              | 06   | 2023년 6월 1일   |

제인 카터^1  초대 미국 대표였던 노아 우레아(Noah Urrea)가 탈퇴하면서 제인 카터(Zane Carter)가 2대 미국 대표가 되었다.
데시레 실바^2  초대 브라질 대표였던 애니 가브리엘리(Any Gabrielly)가 탈퇴하면서 데시레 실바(Desirée Silva)가 2대 브라질 대표가 되었다.

### 탈퇴 구성원
| 구성원                                | 대표 국가 | 생년월일               | 출신 지역                  | 번호 | 그룹 데뷔            | 마지막 활동     |
| ------------------------------------- | --------- | ---------------------- | -------------------------- | ---- | -------------------- | --------------- |
| 디아라 실라 Diarra Sylla1             | 세네갈    | 2001년 1월 30일(24세)  | 세네갈 다카르              | 01   | 초대 구성원          | 2020년 9월 5일  |
| 애니 가브리엘리 Any Gabrielly         | 브라질    | 2002년 10월 9일(22세)  | 브라질 상파울로            | 06   | 초대 구성원          | 2022년 12월 1일 |
| 노아 우레아 Noah Urrea                | 미국      | 2001년 3월 31일(24세)  | 미국 캘리포니아주 오렌지군 | 07   | 초대 구성원          | 2022년 12월 1일 |
| 조시 뷰챔프 Josh Beauchamp            | 캐나다    | 2000년 3월 31일(25세)  | 캐나다 세인트앨버트        | 14   | 초대 구성원          | 2022년 12월 1일 |
| 베일리 메이 Bailey May                | 필리핀    | 2002년 8월 6일(22세)   | 필리핀 세부                | 09   | 초대 구성원          | 2023년 1월 14일 |
| 시나 다이네르트 Sina Deinert2         | 독일      | 1998년 8월 24일(26세)  | 독일 카를스루에            | 12   | 초대 구성원          | 2023년 2월 17일 |
| 소피아 플로트니코바 Sofya Plotnikova2 | 러시아    | 2002년 10월 23일(22세) | 러시아 모스크바            | 05   | 초대 구성원          | 2023년 2월 28일 |
| 요시하라 히나 Hina Yoshihara          | 일본      | 2001년 10월 12일(23세) | 니자시 사이타마 도쿄도     | 10   | 초대 구성원          | 2023년 3월 2일  |
| 정혜윤 Heyoon Jeong                   | 대한민국  | 1996년 10월 1일(28세)  | 대한민국 대전광역시        | 11   | 초대 구성원          | 2023년 3월 4일  |
| 시바니 팔리왈 Shivani Paliwal         | 인도      | 2002년 3월 13일(23세)  | 인도 우다이푸르            | 04   | 초대 구성원          | 2023년 3월 5일  |
| 알렉스 레이 Alex Rey                  | 스페인    | 2005년 7월 10일(19세)  | 스페인 마요르카섬          | 18   | 2021년 4월 28일 합류 | 2023년 8월 31일 |

디아라 실라 ^1  다른 멤버들과 달리 공식 탈퇴한건 아니지만, 자신은 더 이상 나우 유나이티드의 멤버가 아니라고 인터뷰 하였다.
시나 다이네르트, 소피아 플로트니코바 ^2 그룹을 떠난다는 말은 직접적으로 하지 않았으나, 영상이 올라 온 시기와 작성된 글의 내용을 보아 탈퇴와 다름 없어 탈퇴구성원에 포함시켰다.

### 활동중단 구성원
| 구성원                         | 대표 국가 | 생년월일              | 출신 지역             | 번호 | 그룹 데뷔   |
| ------------------------------ | --------- | --------------------- | --------------------- | ---- | ----------- |
| 요알린 로카마 Joalin Loukamaa1 | 핀란드    | 2001년 7월 12일(23세) | 핀란드 헬싱키         | 13   | 초대 구성원 |
| 크리스티안 왕 Krystian Wang1   | 중국      | 2000년 1월 22일(25세) | 중화인민공화국 베이징 | 08   | 초대 구성원 |
| 사비나 히달고 Sabina Hidalgo2  | 멕시코    | 1999년 9월 20일(25세) | 멕시코 과달라하라     | 03   | 초대 구성원 |

요알린 로카마, 크리스티안 왕 ^1  탈퇴와 관련된 언급 없이 나우 유나이티드의 활동을 중단하고 개인활동을 하고 있다.

사비나 히달고 ^2  최근까지 활동을 했으니 육아로 인해 다음 활동이 미지수이다.